# Sasaki Rui

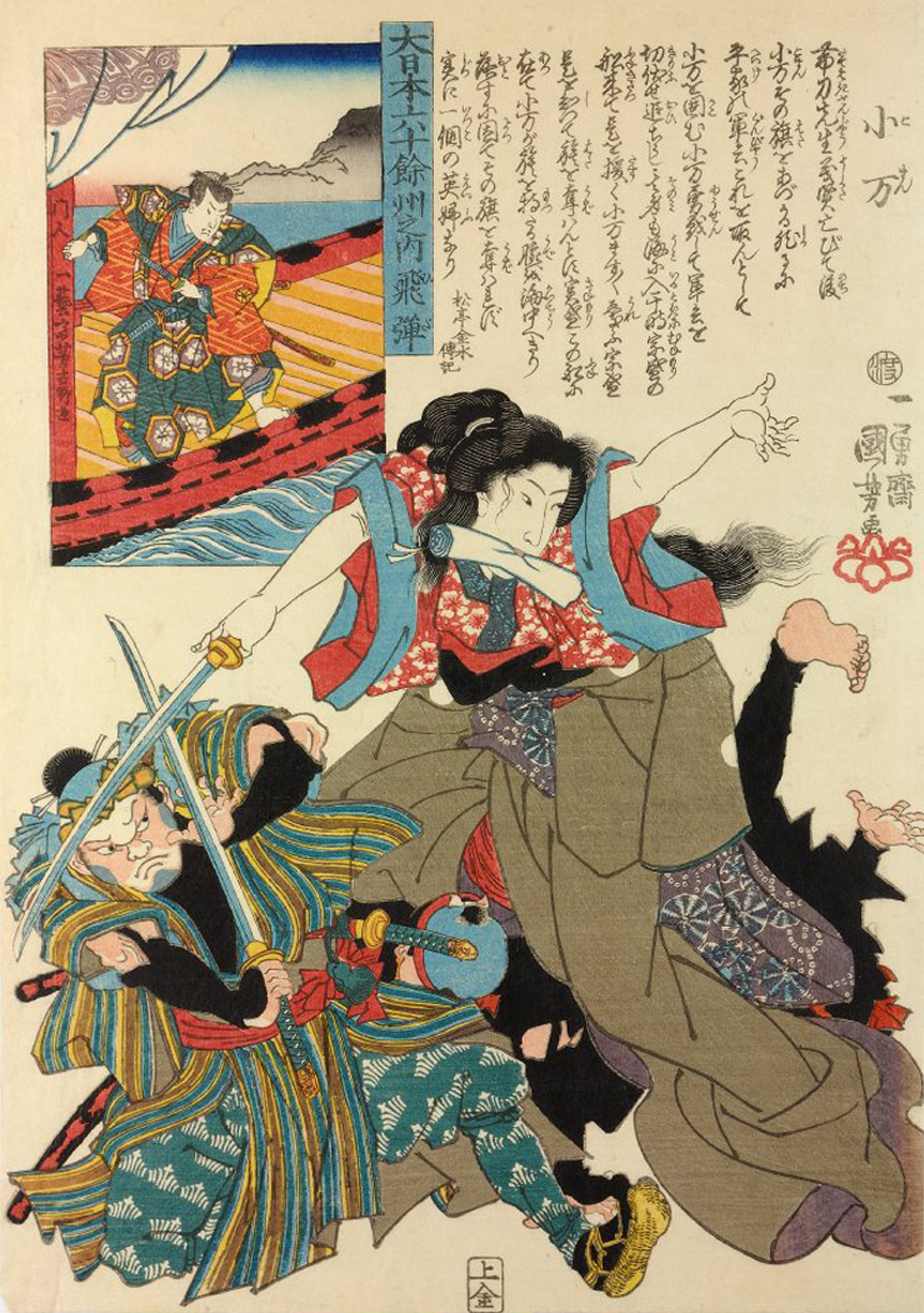
Dona practicant de Kenjutsu (espadatxina) en un duel.

En aquest nom japonès, el cognom és Sasaki.
Sasaki Rui (佐々木 累) fou una experta en kenjutsu de principis del període Edo (segle xvi). Fou coneguda com la «estranyament vestida mestre de l'espasa».

## Vida
Sasaki nasqué al domini de Koga, ubicat a la provicia de Shimōsa (actualment Koga (Ibaraki)), si bé la data de naixement és desconeguda. El seu pare, Sasaki Uōto fou un samurai membre d'un clan de mestres de kenjutsu al servei de Doi Toshikatsu i es trobava profundament versada en les arts marcials. Com que Rui no tenia germans i els seus intents de prendre un marit van acabar en divorci, a la mort del seu pare per malaltia, el nom del clan Sasaki es va extingir.
Rui va anar a Edo, on va llogar una casa en l'actual Asakusa i va començar a ensenyar les arts marcials. Al mateix temps que la seva docència es feia molt coneguda, va començar a ser famosa pel seu vestit insòlit: sortiria de la casa amb una crep Haori de seda negra. (una peça de roba masculina d'aquell temps) amb l'emblema de la família Sasaki, amb un pentinat recollit en un estil interior ple de pinces per al cabell i amb  l'espasa curta i l'espasa llarga pròpies dels samurais.
En aquella època, hi havia nombroses bandes conegudes com a kabukimono or hatamoto yakko per la regió d'Edo i Rui va començar a lluitar amb la colla "Shiroe", entre d'altres grups.
En el període (1650-1659) en el qual Ishigaya Sadakiyo va servir com a comissionat al districte nord d'Edo, convocà a Rui i li va preguntar si el seu comportament no era indigne de la seva condició de filla d'una família de samurais, retreguent-li que si romania fadrina, era perquè vestia de manera estranya i perquè les seves baralles amb els hatamoto yakko la feien poc atractiva (amb l'objectiu era que preservés el llegat del seu pare com a samurai al servei de la família Doi casant-se amb un samurai). Aquest incident arribà a l'oïda de Kano Motokatsu, comissionat del districte sud d'Edo, i, a causa de la seva valentia, el mateix Doi Takahatsu es va interessar per trobar-li un marit. (Tenint en compte que havia mort el 1644, però, pot ser que el nom del comissari nord es registrés incorrectament.) Rui va prendre com a marit Kosugi Konoshikono, el segon fill de Kosugi Sanesoimon, vassall dels Doi, i va reviure el clan Sasaki.
També es desconeix la data de la seva mort, així com l'edat que tenia en aquell moment.

## En la cultura popular actual
El 1969, el conte de Shōtarō Ikenami "Myōonki" tenia com a protagonista a una espadatxina,"Sasaki Rui ". A la seva novel·la de 1972 'Kenkaku Shōbai' apareixia la mestre d'arts marcials "Sasaki Saitō" disfressada d'home.